# Motorola 68000
Motorola 68000 is een familie van 32-bit-microprocessoren van de Amerikaanse elektronicaproducent Motorola, waarvan de halfgeleidertak in 2004 werd verzelfstandigd als Freescale Semiconductor. De 68000-reeks was in de jaren 80 en vroege jaren 90 een bijzonder succesvolle familie van microprocessoren met toepassing zowel in personal computers als in andere apparatuur.
Onder andere Commodore, Apple en Atari gebruikten deze processoren. Motorola richtte zich met deze processorfamilie ook op de markt van ingebedde systemen. In de jaren 90 is deze processor in ontelbare apparaten ingebouwd. Onder andere de cd-i-speler en de eerste generatie van zelf ontwikkelde cd-i-speler van Philips werkte met een variant van de 68000-processor. De processorfamilie was gedurende meer dan tien jaar zeer succesvol.
Uiteindelijk heeft Motorola in de vroege jaren 90 zijn sterke positie verloren tegen enerzijds de strategie van Intel met aanzienlijk hogere kloksnelheden en anderzijds de opkomst van RISC-processoren. Motorola heeft het ontwerp verder ontwikkeld voor toepassing in processoren voor de markt van ingebedde systemen, met name de Coldfire en de Dragonball.

## Instructieset
De instructieset van de 68000-processoren is grotendeels een orthogonale instructieset, geïnspireerd door de DEC PDP-11. Dit houdt in dat er een grote onafhankelijkheid is tussen enerzijds de instructie en anderzijds de adresseringsmodus en het gegevenstype. Dit heeft een aantal voordelen voor flexibiliteit en programmeerbaarheid en dit ziet men dikwijls ook als elegant. Een te ver doorgedreven orthogonaliteit kan echter ook inefficiëntie inhouden, doordat niet of te weinig gebruikte instructies toch gepresenteerd moeten worden. De ontwerpers van de 68000 hebben ten opzichte van de strikt orthogonale instructieset van de PDP-11 daarom gekozen om een onderscheid te maken tussen adres- en gegevensregisters, waar de PDP-11 dit onderscheid niet maakte. De 68000 bezit dientengevolge 8 adresregisters A0-A7 en 8 gegevensregisters D0-D7 met verschillende mogelijkheden en onder andere een algemene MOVE-instructie en consequente mogelijkheden voor pre- en postincrement van registers.

## Versies
Motorola heeft in totaal vier generaties van de processor op de markt gebracht. Belangrijke evoluties waren achtereenvolgens:
- de 68000 als eerste versie van de processorfamilie;
- uitbreiding tot echte 32 bit-processor in de vorm van de 68020;
- toevoeging van een interne MMU in de 68030;
- toevoeging van een FPU in de 68040.

Binnen een generatie waren er verschillende varianten met verschillende faciliteiten en bijbehorende prijspunten. Zo kennen zowel de 68040 als de 68060 naast de volledig uitgeruste versie een tweetal goedkopere varianten. Dit zijn de LC-variant zonder MMU en de EC-variant voor ingebedde systemen zonder MMU of FPU, maar met een voor de doelmarkt benodigde lage kostprijs.
Voorafgaand aan de eerste processorversie met geïntegreerde MMU of FPU, bracht Motorola de externe MMU 68851 op de markt voor gebruik met de 68020 en de externe FPU 68881 en 68882 welke men met de 68020 en 68030 kon gebruiken.

## Nummering
De "even" serienummers, 68000, 68020, 68040, 68060 had Motorola gereserveerd voor grote veranderingen aan de architectuur. De "oneven" serienummers 68010, 68030, 68050, 68070 had Motorola gereserveerd voor kleinere verbeteringen of upgrades. Er is echter nooit een 68050 of 68070 door Motorola op de markt gebracht.

## Marktpositie
De 68000-lijn was zeer succesvol, zeker in de jaren 80. Op termijn bleek echter de gekozen strategie niet toereikend. Motorola volgde een andere strategie dan concurrent Intel. Motorola slaagde erin om per klokcyclus veel rekenkracht te bieden, duidelijk meer dan Intel. Intel slaagde er echter in om de kloksnelheid flink op te drijven, begin jaren 90 was dit tot 2,5 maal die van gelijktijdig op de markt zijnde Motorola-chips. Het netto-resultaat was een voordeel voor Intel, waardoor klanten van Motorola een concurrentieel nadeel opliepen en uiteindelijk afhaakten. De 68000-processoren waren CISC-ontwerpen. Midden jaren 90 kozen de traditionele klanten van de Motorola 68000-lijn zoals Apple echter voor concurrerende RISC-oplossingen.

## Vervolg
Na de vierde generatie, de in 1994 op de markt gebrachte 68060 ontwikkelde Motorola de processorkern verder en voegde hem samen met perifere eenheden met als oogmerk kostenreductie. Dit leidde tot diverse oplossingen voor de markt van ingebedde systemen, met name de Coldfire en de Dragonball.

## Gegevens instructieset
| Typearchitectuur: | Complex Instruction Set Computer (CISC) |
| Aantal registers: | acht 32 bit-dataregisters (D0-D7), zeven 32 bit-adresregisters (A0-A6), twee stackpointers (A7), een program counter en een 16 bit-conditiecoderegister |
| Adresruimte:      | 224 bytes |
| Geheugenbeheer:   | Niet aanwezig in 68000, geheugenpaginering in 68020 |
| Vlaggen           | Geen gegevens |
| Adresseermodes    | 14 Waaronder onmiddellijk, geheugen, geheugen met automatisch oplopen/aflopen                                                                           |

## Processoren van de 68000-familie

### Hoofdprocessoren
- Motorola 68008
- Motorola 68010
- Motorola 68012
- Motorola 68020
- Motorola 68030
- Motorola 68040
- Motorola 68060

### Floating Point Units
- Motorola 68881
- Motorola 68882

### Memory Management Unit
- Motorola 68851